# Andreas Wank
Andreas Wank (* 18. Februar 1988 in Halle (Saale)) ist ein ehemaliger deutscher Skispringer, heutiger Mannschaftsbetreuer und Sportsoldat im Dienstgrad Oberfeldwebel in der Sportfördergruppe der Bundeswehr in Oberhof. Er wurde bei den Olympischen Winterspielen 2014 in Sotschi mit der deutschen Mannschaft Olympiasieger. Sein größter internationaler Erfolg in einem Einzelwettbewerb ist der Gesamtsieg beim Sommer-Grand-Prix 2012. Zudem gewann er bei den Olympischen Winterspielen 2010, den Skiflug-Weltmeisterschaften 2012 und den Nordischen Skiweltmeisterschaften 2013 jeweils die Silbermedaille mit der deutschen Mannschaft.

## Privates
Andreas Wank kommt ursprünglich aus Domnitz in Sachsen-Anhalt, verbrachte seine Kindheit ab dem zehnten Lebensjahr allerdings in Oberhof, wo er das Sportgymnasium besucht hat und dieses 2007 mit dem Abitur abschloss. Wank startet seitdem für den WSV Oberhof 05. Als die Schanzen in Oberhof neu gebaut bzw. saniert wurden, zog er im September 2010 in den Hochschwarzwald. Nachdem er drei Jahre in Breitnau gewohnt hatte, lebt er seit 2014 in Titisee, wo er ein Haus baute.
Ende März 2008 begann er an der Hochschule Ansbach das Bachelor-Studium International Management.

## Werdegang
Andreas Wank begann bereits früh mit dem Skispringen. Mit nur 12 Jahren wurde er 2000 Deutscher Schülermeister. 2001 erreichte er im Schülercup den 3. Platz in der Gesamtwertung. Außerdem erreichte er den 3. Platz in der Gesamtwertung des Deutschlandpokals. 2002 gehörte er daraufhin zum Team für die Deutschen Meisterschaften. Dabei gewann er im Teamwettbewerb die Silbermedaille. Ein Jahr später startete er erneut in der Junioren-Wertung und wurde am Ende Deutscher Vize-Juniorenmeister. Zudem erreichte er erneut den 3. Platz in der Gesamtwertung des Deutschlandpokals. Ab 2004 startete Wank im Skisprung-Continental-Cup und erreichte bereits in seinem zweiten Springen in Rovaniemi mit Platz 3 seine erste Podiumsplatzierung. Daraufhin gehörte Wank am 29. Dezember 2004 zur Nationalen Gruppe für das Weltcup-Springen in Oberstdorf im Rahmen der Vierschanzentournee 2004/05. In seinem ersten Springen in der höchsten Skisprung-Serie erreichte er den 45. Platz. 2005 wurde Wank Deutscher Jugendmeister im Einzel und auch im Team. Bei den Deutschen Meisterschaften der Senioren wurde er am Ende Sechster. 2007 gewann er mit dem Team Thüringen I die Goldmedaille bei den Deutschen Meisterschaften.
Am 27. Februar 2008 wurde er im polnischen Zakopane Juniorenweltmeister im Einzel. Zwei Tage später gewann er ebenfalls den Titel im Teamspringen. In der Saison 2008/09 gehörte er erstmals zum A-Nationalkader für den Skisprung-Weltcup. Am Ende erreichte er den 59. Platz in der Weltcup-Gesamtwertung.
Am 19. Juli 2009 gewann Andreas Wank die Einzelkonkurrenz der deutschen Meisterschaft im Skispringen in Garmisch-Partenkirchen völlig überraschend mit Sprüngen auf 135 Meter und 139 Meter vor Michael Neumayer und Michael Uhrmann. Seine bis dahin beste Platzierung in einem Einzelspringen erreichte er beim Sommer-Grand-Prix in Klingenthal am 3. Oktober 2009, als er den Wettkampf als 7. beendete.
In der Saison 2009/10 gehörte er dann erstmals fest zum A-Kader der deutschen Mannschaft. Am 16. Januar 2010 schaffte Wank erstmals den Sprung auf das Podest, indem er in Sapporo den zweiten Platz hinter Thomas Morgenstern erreichte.
Bei den Olympischen Winterspielen 2010 in Vancouver kam er im Springen von der Großschanze auf den 28. Platz. Im Olympischen Teamspringen gelang Wank der bis dahin größte Erfolg seiner Karriere, er gewann zusammen mit Michael Neumayer, Martin Schmitt und Michael Uhrmann Silber.
Am 19. August 2012 konnte er in Hinterzarten seinen ersten Sommer-Grand-Prix gewinnen. Eine knappe Woche später gewann er in Hakuba beide Springen des Wettbewerbes. Mit diesen drei Siegen legte er den Grundstock für den Gesamtsieg im Sommer-Grand-Prix, den er sich endgültig durch einen 15. Rang beim abschließenden Springen in Klingenthal sicherte.
Bei den Nordischen Skiweltmeisterschaften 2013 in Val di Fiemme gewann er mit seinen Teamkollegen Severin Freund, Michael Neumayer und Richard Freitag hinter Österreich die Silbermedaille im Mannschaftswettbewerb von der Großschanze, nachdem dem norwegischen Team nachträglich für eine Fehlberechnung des Anlaufes die Silbermedaille aberkannt wurde. Der Vorsprung vor den nun drittplatzierten Polen betrug nur 0,8 Punkte. Eine Woche später gewann er mit der deutschen Mannschaft in Lahti erstmals ein Teamspringen im Weltcup.
Im Januar 2014 setzte sich Andreas Wank teamintern gegen Michael Neumayer durch und sicherte sich damit den verbliebenen deutschen Startplatz für die Olympischen Winterspiele in Sotschi. Dort belegte er auf der Normalschanze den zehnten Platz, nachdem er vor dem zweiten Durchgang noch auf Rang fünf gelegen hatte. Am 17. Februar 2014 wurde Wank in Sotschi zusammen mit Marinus Kraus, Andreas Wellinger und Severin Freund Olympiasieger im Mannschaftsspringen. Für diesen Erfolg erhielt er am 8. Mai 2014 von Bundespräsident Gauck das Silberne Lorbeerblatt.
Im Mai 2014 entschied sich Wank dazu, zukünftig für den SC Hinterzarten anstatt für den WSV Oberhof 05 an den Start gehen wird, da er seit 2010 am Stützpunkt in Hinterzarten trainiert. Zu Beginn der Saison 2014/15 startete Wank im Weltcup, nach zwei erfolglosen Wettkämpfen bei der Vierschanzentournee 2014/15 wurde er aus dem Weltcup-Team gestrichen. In der Folge trat er zu Beginn des neuen Jahres im Continental-Cup an. Andreas Wank gewann das Springen in Iron Mountain und schloss bis März 2015 sieben weitere Wettbewerbe unter den besten Fünf ab, sodass er wieder in den A-Kader berufen wurde.
Zu Beginn der nachfolgenden Saison wurde er mit der deutschen Mannschaft Erster beim Heim-Grand-Prix in Hinterzarten. Zum Auftakt des Weltcups gewann das Team auch das Springen in Klingenthal und am 9. Januar 2016 in Willingen, bei dem aufgrund von Wetterverhältnissen nur ein Durchgang gewertet werden konnte. Mit fünf Einzel-Platzierungen unter den besten Zehn beendete Wank den Gesamtweltcup der Saison 2015/16 mit seinem besten Karriereergebnis auf Platz 19 und schloss zudem die Vierschanzentournee 2015/16 auf dem 10. Platz ab.
In der Saison 2016/17 konnte er nicht an die Leistungen des Vorjahrs anknüpfen und wurde nach zwei Springen bei der Vierschanzentournee aus dem deutschen Aufgebot entfernt. Im Januar 2017 siegte Wank bei dem Continental-Cup-Wettbewerb in Sapporo. Den Großteil der verbleibenden Saison trat er im Weltcup an und konnte in Pyeongchang mit dem 9. Platz seine Saisonbestleistung erreichen. Auch in der folgenden Saison konnte er sich bei der Vierschanzentournee 2017/18 nicht gegen die Konkurrenz im deutschen Team durchsetzen und wurde erneut aus dem Weltcup-Kader gestrichen. Andreas Wank gewann die Continental-Cup-Springen im Whistler Olympic Park in Vancouver und Rena, wodurch er insgesamt auf dem zweiten Platz des Continental-Cups landete, er konnte sich jedoch nicht mehr als Weltcup-Springer etablieren.
Die Skisprungsaison 2018/19 verlief für Wank enttäuschend. Nachdem er den Winter im Continental Cup begonnen hatte, konnte er sich aufgrund durchwachsener Ergebnisse nicht für die nationale Gruppe empfehlen und verpasste somit die Vierschanzentournee. Sein bestes Resultat war der zweite Platz im japanischen Sapporo am 18. Januar 2019. Diese Platzierung konnte er allerdings nicht wiederholen, weshalb er im Februar in den drittklassigen FIS Cup versetzt wurde. Dort dominierte Wank jedoch die beiden Wochenenden in Rastbüchl und Villach und gewann alle vier Wettbewerbe.
Wank gab am 11. Juli 2019 sein Karriereende bekannt und wechselte nach seinem letzten Springen am 27. Juli 2019 in den Betreuerstab des Deutschen Skiverbands. Er arbeitete ab der Saison 2019/20 neben Bundestrainer Stefan Horngacher als Co-Trainer des deutschen Weltcup-Teams.

## Sonstiges
Die K-15-Kinderschanze der Schanzenanlage im Nussgrund in Rothenburg an der Saale ist nach Andreas Wank benannt.

## Erfolge

### Weltcupsiege im Team
| Nr. | Datum             | Ort         | Typ         |
| --- | ----------------- | ----------- | ----------- |
| 1.  | 9. März 2013      | Lahti       | Großschanze |
| 2.  | 21. November 2015 | Klingenthal | Großschanze |
| 3.  | 9. Januar 2016    | Willingen   | Großschanze |

### Grand-Prix-Siege im Einzel
| Nr. | Datum           | Ort          | Typ           |
| --- | --------------- | ------------ | ------------- |
| 1.  | 19. August 2012 | Hinterzarten | Normalschanze |
| 2.  | 25. August 2012 | Hakuba       | Großschanze   |
| 3.  | 26. August 2012 | Hakuba       | Großschanze   |

### Grand-Prix-Siege im Team
| Nr. | Datum          | Ort          | Typ           |
| --- | -------------- | ------------ | ------------- |
| 1.  | 7. August 2015 | Hinterzarten | Normalschanze |

### Continental-Cup-Siege im Einzel
| Nr. | Datum            | Ort           | Typ           |
| --- | ---------------- | ------------- | ------------- |
| 1.  | 30. Juli 2011    | Courchevel    | Großschanze   |
| 2.  | 31. Juli 2011    | Courchevel    | Großschanze   |
| 3.  | 21. Februar 2015 | Iron Mountain | Großschanze   |
| 4.  | 22. Januar 2017  | Sapporo       | Großschanze   |
| 5.  | 10. Februar 2017 | Whistler      | Normalschanze |
| 6.  | 3. März 2018     | Rena          | Großschanze   |

## Statistik

### Weltcup-Platzierungen
| Saison  | Platz | Punkte |
| ------- | ----- | ------ |
| 2006/07 | 87.   | 003    |
| 2007/08 | 71.   | 011    |
| 2008/09 | 59.   | 018    |
| 2009/10 | 21.   | 259    |
| 2010/11 | 64.   | 009    |
| 2011/12 | 22.   | 227    |
| 2012/13 | 28.   | 287    |
| 2013/14 | 34.   | 171    |
| 2014/15 | 51.   | 054    |
| 2015/16 | 19.   | 369    |
| 2016/17 | 35.   | 090    |
| 2017/18 | 43.   | 045    |

### Grand-Prix-Platzierungen
| Saison | Platz | Punkte |
| ------ | ----- | ------ |
| 2006   | 62.   | 014    |
| 2008   | 22.   | 092    |
| 2009   | 30.   | 059    |
| 2010   | 61.   | 014    |
| 2011   | 19.   | 148    |
| 2012   | 01.   | 449    |
| 2013   | 20.   | 143    |
| 2014   | 47.   | 037    |
| 2015   | 26.   | 113    |
| 2016   | 18.   | 119    |
| 2017   | 37.   | 049    |
| 2018   | 18.   | 107    |

### Continental-Cup-Platzierungen
| Saison  | Sommer | Sommer | Winter | Winter | Gesamt | Gesamt |
| Saison  | Platz  | Punkte | Platz  | Punkte | Platz  | Punkte |
| ------- | ------ | ------ | ------ | ------ | ------ | ------ |
| 2002/03 | 106.   | 0002   | –      | –      | 257.   | 0002   |
| 2004/05 | 071.   | 0010   | 044.   | 0146   | 053.   | 0156   |
| 2005/06 | 052.   | 0054   | 052.   | 0103   | 056.   | 0157   |
| 2006/07 | 023.   | 0068   | 071.   | 0064   |        |        |
| 2007/08 | 060.   | 0023   | 032.   | 0186   | 039.   | 0209   |
| 2008/09 | 029.   | 0100   | 050.   | 0138   | 047.   | 0238   |
| 2010/11 | –      | –      | 003.   | 0750   | 007.   | 0750   |
| 2011/12 | 003.   | 0426   | –      | –      | 021.   | 0426   |
| 2014/15 | –      | –      | 004.   | 0602   | 010.   | 0602   |
| 2015/16 | 019.   | 0181   | –      | –      | 055.   | 0181   |
| 2016/17 | –      | –      | 023.   | 0350   | 033.   | 0350   |
| 2017/18 | –      | –      | 002.   | 1040   | 002.   | 1040   |
| 2018/19 | 020.   | 0147   | 020.   | 0351   | 016.   | 0498   |